# Вібли
Ві́бли — село в Україні, у Кобеляцькій міській громаді Полтавського району Полтавської області. Населення становить 38 осіб.

## Географія
Село Вібли знаходиться на відстані 1 км від сіл Шенгури та Коваленківка.

## Історія
12 червня 2020 року, відповідно до розпорядження Кабінету Міністрів України № 721-р «Про визначення адміністративних центрів та затвердження територій територіальних громад Полтавської області», село увійшло до складу Кобеляцької міської громади.
19 липня 2020 року, в результаті адміністративно - територіальної реформи та ліквідації Кобеляцького району, село увійшло до складу новоутвореного Полтавського району Полтавської області.